# تپه رتشگان
تپه رتشگان مربوط به نیمه ۲ هزاره اول قم است و در شهرستان کمیجان، بخش میلاجرد، دهستان خسروبیگ، روستای چهره قان واقع شده و این اثر در تاریخ ۲۶ اسفند ۱۳۸۶ با شمارهٔ ثبت ۲۲۰۷۷ به‌عنوان یکی از آثار ملی ایران به ثبت رسیده است.